# Landratsbezirk Romrod
Der Landratsbezirk Romrod (ab 1829 Landratsbezirk Alsfeld) war ein Landratsbezirk in der Provinz Oberhessen des Großherzogtums Hessen. Er bestand von 1821 bis 1832.

## Rahmen
In einer Verwaltungsreform wurden 1820 bis 1823 die Ämter im Großherzogtum aufgelöst. Diesen oblag bis dahin die staatliche Verwaltung über den Gemeinden und sie waren zugleich in der Regel die erste Instanz in der Rechtsprechung. Nun wurden in den Provinzen Starkenburg und Oberhessen Landratsbezirke gebildet. Diese fassten in der Regel mehrere bisherige Ämter zusammen. Zugleich wurden Rechtsprechung und Verwaltung getrennt. Für die Rechtsprechung wurden Landgerichte eingerichtet, für die Verwaltung Landratsbezirke.

## Zusammensetzung
Der Landratsbezirk Romrod fasste so zusammen:
1. das ehemalige Amt Alsfeld (Alsfeld, Altenburg, Bieben, Merlos, Brauerschwend, Dotzelrod, Eifa, Elbenrod, Eudorf, Eulersdorf, Fischbach, Grebenau, Heidelbach, Müchleusel, Rainrod, Reibertenrod, Schwabenrod, Reimenrod, Renzendorf, Schwarz, Udenhausen und Wallersdorf)
2. den größeren Teil des Amtes Romrod (Hergersdorf, Hopfgarten, Liederbach, Nieder-Breidenbach, Ober-Breidenbach, Ober-Sorg, Romrod, Strebendorf, Unter-Sorg und Vadenrod)
3. aus dem Amt Ulrichstein
  1. Groß-Felda, Klein-Felda, Helpershain, Köddingen, Meiches, Stumpertenrod, Windhausen
  2. Storndorf, ein zwischen dem Großherzogtum und den Herren von Seebach gemeinschaftliches Patrimonialgericht und
  3. das Gericht Kestrich, ein Patrimonialgericht der Freiherren von Schenck zu Schweinsberg
4. Am 15. September 1821 wurde nachträglich noch die Gemeinde Leusel, die zuvor dem Landratsbezirk Kirtorf zugeteilt worden war,[2] und
5. zum 1. Januar 1823 die Gemeinde Zell aus dem Landratsbezirk Kirtorf herausgelöst und dem Landratsbezirk Romrod zugeordnet.[3]

## Geschichte
Am 1. Oktober 1829 wurden der Sitz des Landrats nach Alsfeld verlegt und der Landratsbezirk zugleich umbenannt in Landratsbezirk Alsfeld umbezeichnet.
Durch Edikt vom 6. Juni 1832 wurden die Landratsbezirke aufgehoben und räumlich umfangreichere Kreise gebildet. Deren Zuschnitt wurde kurz darauf mit einer weiteren Verordnung festgelegt, wobei die Landratsbezirke Alsfeld und Kirtorf zum Kreis Alsfeld vereinigt wurden.
Landrat war von 1821 bis 1827 Friedrich Ludwig Follenius, von 1829 bis 1832 Eduard Neidhardt. Letzterer war dann bis 1839 weiter Kreisrat des Kreises Alsfeld.

## Gliederung
Der Landratsbezirk war in Bürgermeistereien gegliedert, die dem Landrat unterstanden. Dabei wurden mehrere kleinere Ortschaften häufig durch eine Bürgermeisterei verwaltet. Seit 1822 konnten die Hessischen Gemeinden ihre Bürgermeister selbst wählen und es wurden keine Schultheiße mehr eingesetzt. Der Landratsbezirk Alsfeld / Romrod setzte sich aus den nachfolgend gelisteten Bürgermeistereien zusammen:
1. Alsfeld,
2. Bieben mit Merlos, Reimerod und Wallersdorf
3. Brauerschwend,
4. Eifa,
5. Elbenrod mit Dotzelrod und Eudorf,
6. Felda mit Kleinfelda und Schellnhausen,
7. Grebenau,
8. Heidelbach mit Fischbach,
9. Helpershain,
10. Hopfgarten mit Renzendorf,
11. Kestrich,
12. Köddingen,
13. Leusel,
14. Liederbach mit Altenburg und Oberrod,
15. Meiches,
16. Münchleusel mit Reibertenrod und Schwabenrod,
17. Oberbreidenbach,
18. Rainrod,
19. Romrod,
20. Schwarz,
21. Storndorf,
22. Strebendorf mit Niederbreidenbach,
23. Stumpertenrod,
24. Udenhausen,
25. Untersorg mit Hergersdorf und Obersorg,
26. Vadenrod,
27. Windhausen und
28. Zelle.

## Parallele Verwaltungen

### Finanzverwaltung
Für die Einnahmen aus Staatseigentum (den sogenannten Domanialen) waren die Rentämter zuständig. Alle Orte des Bezirks waren dem Rentamt Alsfeld zugeteilt.
Davon getrennt war die Steuerverwaltung. Für den Landratsbezirk war die Ober-Einnehmerei Romrod zuständig. Der Steuerbezirk Romrod war in vier Distrikts-Einnehmereien gegliedert, denen die folgenden Bürgermeistereien zugeordnet waren.
1. Alsfeld mit Fischbach, Heidelbach, Leusel, Münchleusel, Reibertenrod und Schwabenrod.
2. Eifa mit Bieben, Detzelrod, Elbenrod, Eudorf, Grebenau, Merlos, Rainrod, Reimerod, Schwarz, Udenhausen und Wallersdorf.
3. Felda mit Helpershain, Kestrich, Kleinfelda, Köddingen, Meiches, Sterndorf, Stumperlenrod, Vadenrod, Windhausen.
4. Romrod mit Altenburg, Brauerschwend, Hergersdorf, Hopfgarten, Lederbach, Niederbreidenbach, Oberbreidenbach, Obersorg, Renzendorf, Strebendorf, Untersorg und Zell.

Der Bezirk gehörte zum Hauptzollamt Alsfeld. Weiter gab es hier die Grenznebenzollämter II. Klasse in Eifa, Eudorf und Grebenau sowie Anmeldeposten in Eifa und Eudorf.

### Forstverwaltung
Aus dem Landratsbezirk gehörten zum „Forst Romrod“ die Forstreviere
1. Alsfeld mit Brauerschwend, Eifa, Rainrod und Schwarz.
2. Eudorf mit Detzelrod, Elbenrod, Fischbach, Heidelbach, Münchleusel, Reibertenrod, Schwabenrod.
3. Grebenau mit Bieben, Eulersdorf, Merlos, Reimerod, Udenhausen und Wallersdorf.
4. Romrod mit Leusel, Liederbach, Niederbreidenbach, Oberbreidenbach und Oberrod.
5. Vadenrod mit Altenburg, Hergersdorf, Hopfgarten, Meiches, Obersorg, Renzendorf, Storndorf, Strebendorf und Untersorg.
6. Windhausen mit Felda, Helpershain, Kestrich, Kleinfelda, Köddingen, Stumpertenrod

### Kirchenverwaltung
Die Orte des Landratsbezirks waren in 14 evangelischen Pfarreien die zum Inspektorat Alsfeld zusammengefasst:
1. Alsfeld mit Reibertenrod.
2. Brauerschwend mit Altenburg und Renzendorf.
3. Eudorf mit Detzelrod und Elbenrod und die kurhessischen Höfe Aftrod und Krausenbera.
4. Felda mit Kesttich, Kleinfelda, Schellnhausen und Windhausen.
5. Grebenau mit Bieben, Eulersdorf, Merlos, Reimerod und Wallersdorf.
6. Heidelbach mit Münchleusel und Schwabenrod.
7. Hopfgarten mit Herqersdorf, Ober- und Untersorg, Raintod und Vadenrod.
8. Leusel.
9. Meiches
10. Oberbreidenbach mit Storndorf und Strebendorf.
11. Romrod mit Liederbach, Niederbreidenbach und Oberrod
12. Schwarz mit Eifa.
13. Stumpertenrod mit Helpershain und Köddingen.
14. Udenhausen

Fischbach gehört zur kurhessischen Pfarrei Holzburg.

## Historische Beschreibung
Die „Statistisch-topographisch-historische Beschreibung des Großherzogthums Hessen“ berichtet 1830 über den Landratsbezirk Alsfeld:

Die Lage wird beschrieben als: „Der Bezirk liegt zwischen dem 50°, 34′ und 50°, 50′ nördlicher Breite, und zwischen dem 26°, 48′ und 27°, 12′ östlicher Länge. Der südliche Theil des Bezirks umfaßt einen Theil des Vogelsbergs. Die Grenzen sind gegen Norden: der Bezirk Kirtorf und das Churfürstenthum Hessen; gegen Osten: die Bezirke Schlitz und Lauterbach und das Churfürstenthum Hessen; gegen Süden: die Bezirke Schlitz, Lauterbach und Schotten; gegen Westen: die Bezirke Grünberg, Kirtorf und das eingeschlossene Stück vom Churfürstenthum Hessen.“

Die Natürliche Beschaffenheit als: „a) Oberfläche und Boden: Mehrere Fortsätze des Voqelsbergs durchziehen den Bezirk, besonders den südlichen Theil, verbreiten sich aber bald, und verflachen sich gegen Alsfeld hin. Der Auerberg unweit Alsfeld ist 1989 Hess. Fuß (0,25m) über der Meeresfläche erhaben. Das Feldaer Thal ist von Anhöhen begleitet, die von Ulrichstein auslaufen. Felda selbst liegt 1112 Hess. Fuß über der Meeresfläche. Der übrige Theil des Bezirks ist von wellenformigen Anhöhen durchzogen. Die Orte Felda, Storndorf, Meiches, Stumperlenrod, Köddingen, Helpershain, Kestrich werden noch zum Vogelsberg gerechnet. Der Boden ist im Ganzen gut, doch ist derselbe auf der nördlichen und östlichen Seite zum Theil sehr sandhaltig und unfruchtbar, besonders um Grebenau. Es befindet sich aber namentlich zu Elbenrod, Eudorf, Hergersdorf, Hopfgarten, Brauerschwend ein zum Theil schwerer und sehr fruchtbarer Boden. Im südlichen Theil, oder gegen den Oberwald hin, ist der Boden etwas rauh und weniger fruchtbar. b) Gewässer: 1) die Schwalm; 2) die Felda; 3) die Andreft oder Anreffe; 4) die Jossa.“

Die Bevölkerung als: „Diese beträgt 19,799 Seelen unter diesen sind 19,295 Evangel., 54 Kath., 2 Menuiten und 448 Juden, welche zusammen 3 Städte, 38 Dörfer, 3 Weiler etc., und überhaupt 3227 Häuser bewohnen.“

Die Naturprodukte als: „1048 Pferde; 171 Fohlen; 60 Bullen; 858 Ochsen; 4701 Kühe; 2383 Rinder; 3076 Schweine; 20.744 Schaafe; 856 Ziegen und 34 Esel; Fische; Waizen an mehreren Orten; häufiger wird Korn gebaut; noch mehr aber Gerste und Hafer; Heidekorn an mehreren Orten; viel Kartoffeln; der Flachsbau, meist Klanqlein, wird stark betrieben; Obst besonders zu Alsfeld. Bei Grebenau kommen Eisensteine vor. Ein Braunkohlenlager ist bei Zelle, und Holzkohlen bei Brauerschwend, die aber beide nicht benutzt werden; auch bei Liederbach sollen früher Braunkohlen gefunden worden seyn. Basalt findet sich bei Felda, Altenburg, Alsfeld und Sandsteine bei Grebenau. Bei Alsfeld wird rothe Volarerde mit Seifenstein, so wie halbkalcinirie Kalkstein gefunden. Versteinerungen bei Eifa und in der Schwalm bei Alsfeld finden sich, außer vielen Eisenschlacken aus den ältesten Zeiten, schwarze Vitriolkieszapfen und Nieren, verkießte Conchylien etc.“

Das Gewerbe und Handel als: „Ackerbau, Viehzucht, Gewerbs-Industrie. Die Leineweberei ist besonders in Alsfeld bedeutend. Es wird sehr viel Leinenzwilck bereitet, auch befindet sich hier die stärkste Wollenmanufaktur, welche die bedeutendste des Großherzogthums ist, und deren Fabrikate in Bieder binären Tüchern und Decken bestehen, wovon die ersteren selbst den englischen gleich kommen. Zu Alte burg befindet sich eine Tuchmanufaktur mit Wollmaschinenspinnereien. Außer den Kräßmaschinen ist diese Spinnerei mit einer Grobmühle und mehreren Feinmühlen versehen, welche letztere die Wolle in das vollkommenste Webergarn verwandeln. Zu Alsfeld wird viel Bettbarchent gemacht, wozu besonders früher, zum Theil ein Baumwollen-Surrogat aus Werg bereitet, verwendet wurde. In dem vormaligen Amt Grebenau wird viel Leinen-, Wollen- und Baumwollengarn gesponnen, auch viel Packtuch gefertigt. Auch in Felda, Storndorf und Kestrich wird viele Leinwand fabricirt, und am erstern Ort giebt es viele Strumpfweber. Auch besitzt Alsfeld nicht unbedeutende Färbereien und Bleichereien, sowie 3 Tabaks Fabriken und viele Gerbereien, und mit Saffian sind gelungene Versuche gemacht worden. Zu Storndorf wird das sogenannte Storndorfer Wasser und die Storndoifer Liquener bereitet. In Schellnhausen befindet sich ein Eisenhammer, in Felda sind sehr viel Nagelschmied und zu Alsfeld mehrere Kupferschmiede. Die Ausfuhr von Naturerzeugnissen ist nicht stark, bedeutender aber die von Kunsterzeugnissen, als wollene Tücher von allen Sorten, Stanets, Bieder, Leinwand, Bettbarchent, gewebene Strümpfe, Leder, wohlriechende Wasser, feine Liqueure, Eisenwaaren, namentlich Nägel etc. Die Einwohner zu Storndorf hausiren stark mit irdenem und hölzernem Geschirr. Die 2 Wollmärkte, so wie der wöchentliche Fruchtmarkt und die übrigen Märkte begünstigen den Handel, und setzen nebst dem Straßengewerbe viel Geld in Umlauf. Die Chanssee von Wetzlar nach Cassel geht durch Schellnhausen, Romrod, Alsfeld und Eifa, und die von Alsfeld nach Lauterbach, durch Brauerschwend.“